# Världsmästerskapen i short track 2019
Världsmästerskapen i short track 2019 arrangerades i Sofia i Bulgarien mellan den 8 och 10 mars 2019. Det var tredje gången staden stod värd för tävlingarna efter att tidigare ha arrangerat mästerskapen 1999 och 2010.

## Medaljörer

### Damer
| Gren                 | Guld                                                      | Silver                                                                                     | Brons                                                                         |
| Totalseger           | Suzanne Schulting (NED)                                   | Choi Min-jeong (KOR)                                                                       | Kim Boutin (CAN)                                                              |
| 500 meter            | Lara van Ruijven (NED)                                    | Fan Kexin (CHN)                                                                            | Suzanne Schulting (NED)                                                       |
| 1 000 meter          | Suzanne Schulting (NED)                                   | Choi Min-jeong (KOR)                                                                       | Kim Boutin (CAN)                                                              |
| 1 500 meter          | Choi Min-jeong (KOR)                                      | Kim Boutin (CAN)                                                                           | Sofia Prosvirnova (RUS)                                                       |
| 3 000 meter          | Suzanne Schulting (NED)                                   | Choi Min-jeong (KOR)                                                                       | Kim Ji-yoo (KOR)                                                              |
| 3 000 meter, stafett | Korea Choi Min-jeong Kim Geon-hee Kim Ji-yoo Shim Suk-hee | Ryssland Jekaterina Jefremenkova Jekaterina Konstantinova Emina Malagitj Sofia Prosvirnova | Kanada Kim Boutin Camille de Serres-Rainville Alyson Charles Courtney Sarault |

### Herrar
| Gren                 | Guld                                                      | Silver                                         | Brons                                                           |
| Totalseger           | Lim Hyo-jun (KOR)                                         | Hwang Dae-heon (KOR)                           | Semjon Jelistratov (RUS)                                        |
| 500 meter            | Hwang Dae-heon (KOR)                                      | Wu Dajing (CHN)                                | Ren Ziwei (CHN)                                                 |
| 1 000 meter          | Lim Hyo-jun (KOR)                                         | Hwang Dae-heon (KOR)                           | Semjon Jelistratov (RUS)                                        |
| 1 500 meter          | Lim Hyo-jun (KOR)                                         | Samuel Girard (CAN)                            | Lee June-seo (KOR)                                              |
| 3 000 meter          | Lim Hyo-jun (KOR)                                         | Semjon Jelistratov (RUS)                       | Keita Watanabe (JPN)                                            |
| 5 000 meter, stafett | Korea Hwang Dae-heon Lee June-seo Lim Hyo-jun Park Ji-won | Kina Ren Ziwei Wu Dajing Xu Hongzhi Yang Shuai | Ungern Csaba Burján Cole Krueger Shaolin Sándor Liu Alex Varnyú |

## Medaljtabell
| Pl.    | Nation        | Guld | Silver | Brons | Totalt |
| ------ | ------------- | ---- | ------ | ----- | ------ |
| 1      | Sydkorea      | 8    | 5      | 2     | 15     |
| 2      | Nederländerna | 4    | 0      | 1     | 5      |
| 3      | Kina          | 0    | 3      | 1     | 4      |
| 4      | Kanada        | 0    | 2      | 3     | 5      |
| 4      | Ryssland      | 0    | 2      | 3     | 5      |
| 6      | Japan         | 0    | 0      | 1     | 1      |
| 6      | Ungern        | 0    | 0      | 1     | 1      |
| Totalt | Totalt        | 12   | 12     | 12    | 36     |